# Peyrano
Peyrano is een plaats in het Argentijnse bestuurlijke gebied  Constitución in de provincie Santa Fe. De plaats telt 2.637 inwoners.